# Кумакогенская астрономическая обсерватория
Кумакогенская астрономическая обсерватория — астрономическая обсерватория, основанная в 1992 году в Кумакоген, Эхимэ, Япония. Обсерватория входит в состав Furusato Country Open Air Museum that incorporates the Seitenjyo Castle. На территории образовательного центра так же есть планетарий.

## Инструменты обсерватории
- 60-см рефлектор (f/6)

## Направления исследований
- Астероиды
- Кометы
- Сверхновые

## Основные достижения
- Открыто 109 астероидов с 1994 по 2002 года, которые на данный момент получили постоянные обозначения[1]
- 18623 астрометрических измерений опубликовано с 1992 по 2006 года [2]

## Известные сотрудники
- Акимаса Накамура